# Álex Serrano
Álex Serrano, all'anagrafe Alejandro Serrano García (Barcellona, 6 febbraio 1995), è un calciatore spagnolo, centrocampista svincolato.

## Biografia
Anche suo padre Bernardino è stato un calciatore professionista.

## Carriera

### Club
Nato a Barcellona, è cresciuto calcisticamente nelle giovanili dello Sporting Gijón. Ha debuttato con la seconda squadra all'età di 15 anni, nella stagione 2010-2011 in Segunda División B.
Nell'agosto 2013, è stato promosso in prima squadra, per prendere parte al campionato di Segunda División. Ha esordito in prima squadra il 12 gennaio 2014, giocando l'incontro pareggiato per 0-0 sul campo del Tenerife.
Il 22 giugno 2015 viene acquistato dall'Espanyol, venendo aggregato alla seconda squadra. L'8 luglio 2016 si trasferisce al Maiorca, dove anche qui viene aggregato alla seconda squadra.
Il 30 gennaio 2018, dopo aver collezionato 6 presenze con la prima squadra del Maiorca, si è accasato alla seconda squadra del Celta Vigo. In seguito ha continuato a giocare in terza divisione, vestendo le maglie di Salamanca UDS, Talavera de la Reina e Cornellà.
Il 10 settembre 2021 firma con i polacchi del Górnik Łęczna, formazione militante nell'Ekstraklasa. Il suo esordio avviene tre giorni dopo, quando subentra a Damian Gąska nella vittoria casalinga per 3-2 sul Wisła Płock.

### Nazionale
Ha rappresentato le nazionali giovanili spagnole, dall'Under-16 all'Under-19.

## Statistiche

### Presenze e reti nei club
Statistiche aggiornate al 15 maggio 2022.
| Stagione                | Squadra                 | Campionato              | Campionato | Campionato | Coppe nazionali | Coppe nazionali | Coppe nazionali | Coppe continentali | Coppe continentali | Coppe continentali | Altre coppe | Altre coppe | Altre coppe | Totale | Totale |
| Stagione                | Squadra                 | Comp                    | Pres       | Reti       | Comp            | Pres            | Reti            | Comp               | Pres               | Reti               | Comp        | Pres        | Reti        | Pres   | Reti   |
| ----------------------- | ----------------------- | ----------------------- | ---------- | ---------- | --------------- | --------------- | --------------- | ------------------ | ------------------ | ------------------ | ----------- | ----------- | ----------- | ------ | ------ |
| gen.-giu. 2011          | Sporting Gijón B        | SDB                     | 19         | 1          |                 | -               | -               |                    | -                  | -                  |             | -           | -           | 19     | 1      |
| 2011-2012               | Sporting Gijón B        | SDB                     | 22         | 1          |                 | -               | -               |                    | -                  | -                  |             | -           | -           | 22     | 1      |
| 2012-2013               | Sporting Gijón B        | SDB                     | 33         | 2          |                 | -               | -               |                    | -                  | -                  |             | -           | -           | 33     | 2      |
| Totale Sporting Gijón B | Totale Sporting Gijón B | Totale Sporting Gijón B | 74         | 4          |                 | -               | -               |                    | -                  | -                  |             | -           | -           | 74     | 4      |
| 2013-2014               | Sporting Gijón          | SD                      | 2          | 0          | CR              | 0               | 0               |                    | -                  | -                  |             | -           | -           | 2      | 0      |
| 2014-2015               | Sporting Gijón          | SD                      | 2          | 0          | CR              | 1               | 0               |                    | -                  | -                  |             | -           | -           | 3      | 0      |
| Totale Sporting Gijón   | Totale Sporting Gijón   | Totale Sporting Gijón   | 4          | 0          |                 | 1               | 0               |                    | -                  | -                  |             | -           | -           | 5      | 0      |
| 2015-2016               | Espanyol B              | SDB                     | 31         | 2          |                 | -               | -               |                    | -                  | -                  |             | -           | -           | 31     | 2      |
| 2016-2017               | Maiorca B               | SDB                     | 31         | 3          |                 | -               | -               |                    | -                  | -                  |             | -           | -           | 31     | 3      |
| 2017-gen. 2018          | Maiorca                 | SDB                     | 5          | 1          | CR              | 1               | 0               |                    | -                  | -                  |             | -           | -           | 6      | 1      |
| gen.-giu. 2018          | Celta Vigo B            | SDB                     | 19         | 0          |                 | -               | -               |                    | -                  | -                  |             | -           | -           | 19     | 0      |
| 2018-2019               | Celta Vigo B            | SDB                     | 32         | 5          |                 | -               | -               |                    | -                  | -                  |             | -           | -           | 32     | 5      |
| Totale Celta Vigo B     | Totale Celta Vigo B     | Totale Celta Vigo B     | 51         | 5          |                 | -               | -               |                    | -                  | -                  |             | -           | -           | 51     | 5      |
| 2019-2020               | Salamanca UDS           | SDB                     | 10         | 1          |                 | -               | -               |                    | -                  | -                  |             | -           | -           | 10     | 1      |
| 2020-gen. 2021          | Talavera de la Reina    | SDB                     | 6          | 0          |                 | -               | -               |                    | -                  | -                  |             | -           | -           | 6      | 0      |
| gen.-giu. 2021          | Cornellà                | SDB                     | 15         | 0          | CR              | -               | -               |                    | -                  | -                  |             | -           | -           | 15     | 0      |
| 2021-2022               | Górnik Łęczna           | EK                      | 25         | 0          | CP              | 4               | 0               |                    | -                  | -                  |             | -           | -           | 29     | 0      |
| Totale carriera         | Totale carriera         | Totale carriera         | 252        | 16         |                 | 6               | 0               |                    | -                  | -                  |             | -           | -           | 258    | 16     |